# Maurice Girardot
Maurice Joseph Girardot, (Paris, 22 de dezembro de 1921) basquetebolista francês que integrou a seleção francesa que conquistou a medalha de prata disputada nos XIV Jogos Olímpicos de Verão realizados em Londres no ano de 1948.